# كورنيليوس غريفين
كورنيليوس غريفين (بالإنجليزية: Cornelius Griffin)‏ هو لاعب كرة قدم أمريكية أمريكي، ولد في 3 ديسمبر 1976 في تروي في الولايات المتحدة.

## وصلات خارجية
- كورنيليوس غريفين على موقع مرجع كرة القدم المحترفة.كوم (الإنجليزية)